# Sociedad Nacional para el Progreso de la Mujer
Sociedad Nacional para el Progreso de la Mujer, engelskt namn National Society for the Progress of Women, var en kvinnoförening i Panama, grundad 1923.
Den bildades under ordförandeskap av Esther Neira de Calvo, och deltog vid sidan av Panamas första feministiska kvinnoförening Grupo Feminista Renovación (som grundats året före) i kampanjen för kvinnlig rösträtt. 
1941 års konstitution godkände lokal rösträtt för litterata kvinnor i Panama och dekret No. 12 av den 2 februari 1945 tillät både män och kvinnor att rösta i valet det året, då de första kvinnorna, Esther Neira de Calvo och Gumersinda Paez, valdes in i parlamentet: kvinnlig rösträtt infördes sedan formellt i 1946 års konstitution, vilket gjorde Panama till det första landet i Centralamerika som införde reformen.